# Soude sachet

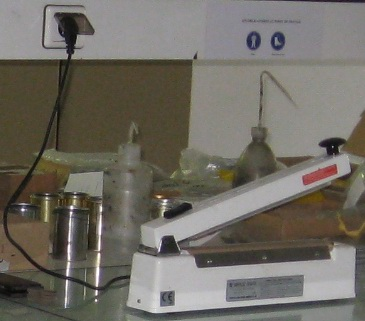
Soude sachet métallique utilisé en laboratoire de chimie.

Un soude sachet ou soudeuse de table ou soudeuse à impulsion thermique (thermal-impulse sealer en anglais) ou soude-sac en Belgique est un petit appareil électroménager ou de laboratoire qui convient à la fermeture hermétique des sachets plastiques, pour l'emballage de denrées alimentaires, d'échantillons ou de pièces.

## Description
Il utilise le principe de la thermosoudure, appliqué aux polymères thermoplastiques (PE, PP). Les modèles peuvent être équipés d'un thermostat réglable, d'un dispositif de mise sous vide et de coupe du film au moyen d'une lame coulissante intégrée. La pression du levier sur le sachet d'épaisseur convenable déclenche le chauffage d'une bande (préférée à un fil électrique) pendant quelques secondes. Les appareils professionnels, plus robustes et chers, sont métalliques.

## Exemples d'utilisation
- Utilisation domestique, pour la conservation des aliments, placés en sachets alimentaires avant congélation ou réfrigération, ou pour la protection d'objets. L'appareil à souder les sachets de cuisine est alimenté par un rouleau de film intégré d'environ trois mètres de longueur.
- En laboratoire, un soude sachet permet de protéger des objets (dont le contact et/ou l'activité peuvent présenter un risque pour la santé) de l'humidité (utilisation éventuelle d'un absorbeur), de la poussière, de l'oxydation et/ou des manipulations (traces de doigts…), d'emballer, transporter et stocker en sécurité des échantillons :
  - réalisation de cataplasmes[1] avant étuvage, pour essais de vieillissement accéléré (climatiques) à la chaleur humide[2] ;
  - dans le nucléaire, les échantillons d'eau faiblement radioactive à analyser, en provenance du circuit primaire, sont systématiquement emballés en sachets plastiques étanches (qui seront radiocontrôlés et étiquetés) dès le prélèvement, pour éviter une contamination.